# Schismatoglottis rupestris
Schismatoglottis rupestris là một loài thực vật có hoa trong họ Ráy (Araceae). Loài này được Zoll. & Moritzi ex Zoll. miêu tả khoa học đầu tiên năm 1854.